# مقياس الحرارة

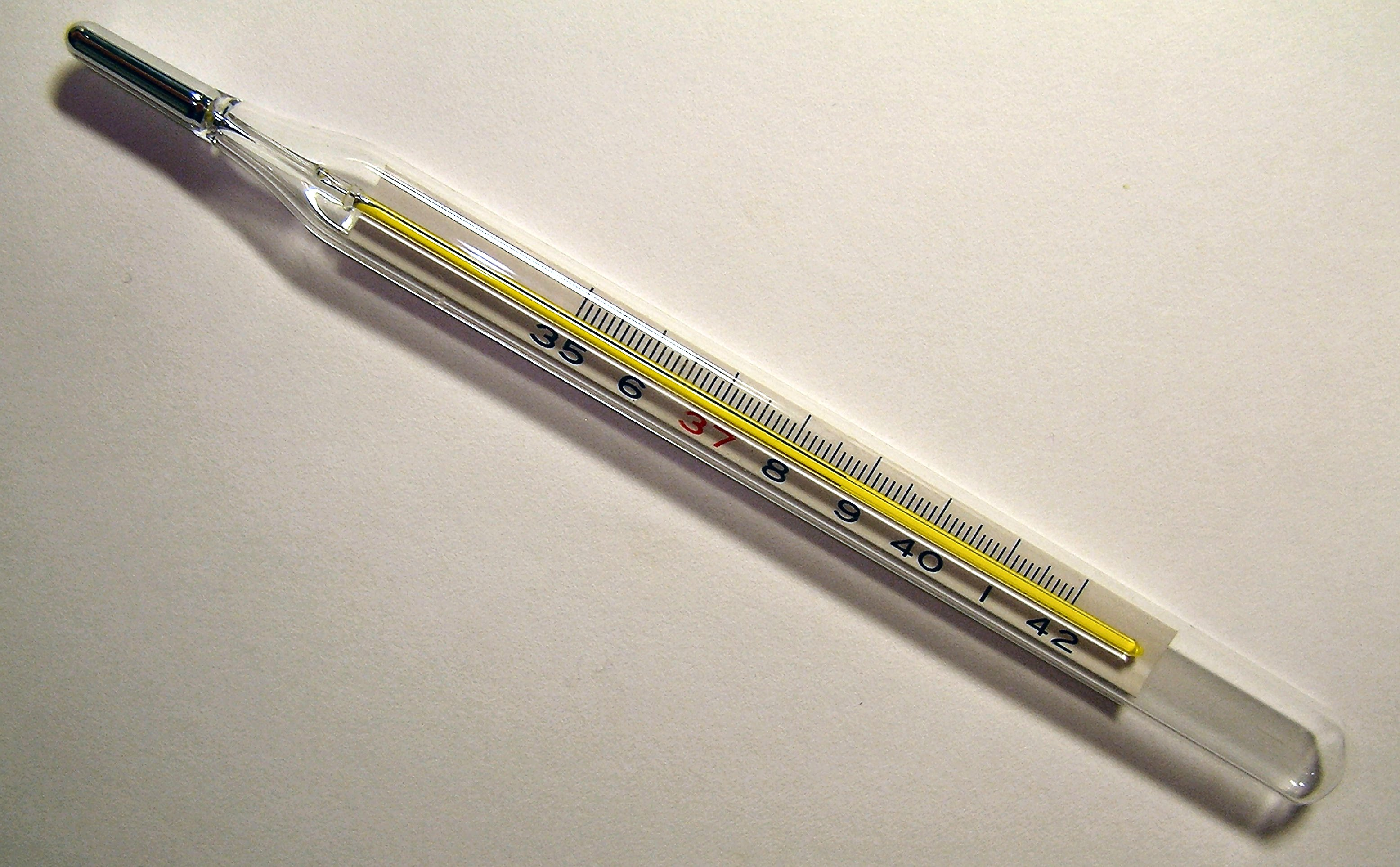
المحرار الطبي

مقياس الحرارة (ملاحظة 1) أو الثرمومتر؛ هو أداة صغيرة تُستخدم لقياس درجات حرارة (درجة سخونة أو برودة الجسم) الغازات والسّوائل والمواد الصلبة. ويستعمل كثيرا في الطب لقياس درجة حرارة المرضى ومتابعة رعايتهم الصحية، كما تستخدم أنواع أخرى لقياس درجة حرارة الطقس، وتُستخدم أيضا في التكنولوجيا والصناعة والبحث العلمي.
وتوضع في الخارج (خارج النوافذ أو الأبواب)، إذ لها أهميتها من ناحية معرفة نوع الملابس الملائم للخروج.

## تاريخ تطور مقياس الحرارة

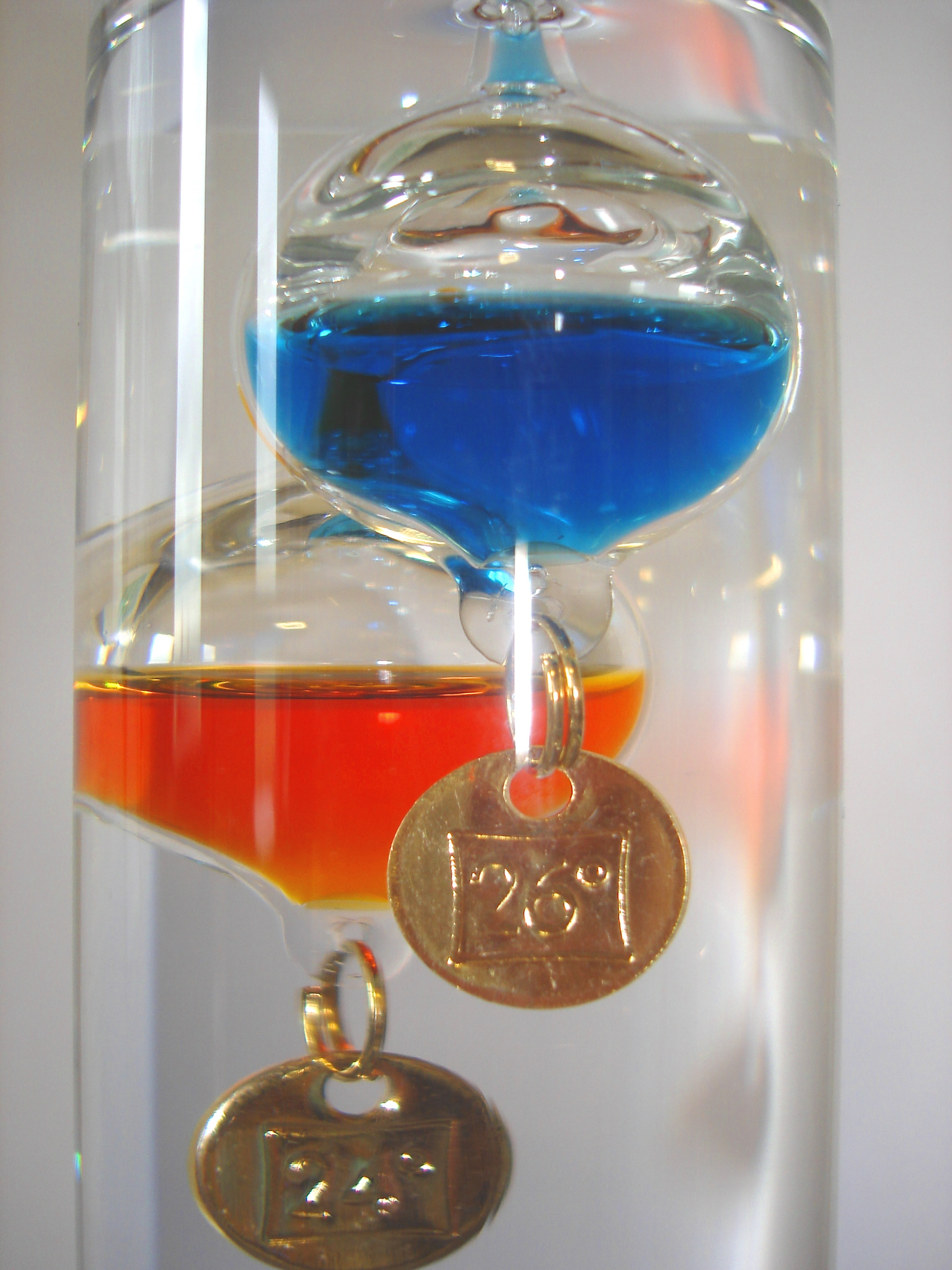
مقياس الحرارة الذي اخترعه جاليليو

إن أول من ابتكر مقياس الحرارة هو العالم الإيطالي جاليليو في القرن السادس عشر، لكنه كان ضخماً ويتطلب وقتاً طويلاً لقياس الحرارة، وكان من الصعب نقله من مكان لآخر.
- ابتكر جأبريل فهرنهايت مقياساً آخر في القرن الثامن عشر، كان أصغر في الحجم، لكنه ظل وسيلة غير عملية لقياس الحرارة.
- أما أول مقياس شبيه بالأنواع المستخدمة حالياً فهو من ابتكار العالم الإنجليزي توماس كليفورد ألبوت في العام 1876.
- اعتمد عمل هذا المقياس ولأول مرة على استخدام الزئبق ومقارنة درجة تمدده بدرجة حرارة الجسم، كما بلغ طوله حوالي 15 سم.

## فكرة عمل مقياس الحرارة
وقد بُني مقياس الحرارة على أساس الحقيقة العلمية أن الخواص الفيزيائية للمواد تتغيّر بتغيُّر درجات الحرارة، مثل تمدد الجسم بارتفاع درجة حرارته.
وتشمل الخواص الفيزيائية للمادة المتغيّرة مع درجة الحرارة، حجم السائل، وحجم الجسم الصلب ،وأكبر تغير يحدث يحدث بتغير حجم الغازات مع درجة الحرارة، إذ يزيد حجم الغاز بنسبة 1/273 من حجمه لكل درجة مئوية يرتفعها أو لكل درجة كلفن. ومن الخواص الأخرى التي تتغير بتغير درجة الحرارة المقاومة، أي مقاومة سريان التيار الكهربائي في المواد والفلزات.
يحتوي مقياس الحرارة على عنصرين مهمين: (1) جهاز استشعار درجة الحرارة ؛ الذي يحدث فيه بعض التغيير في درجة الحرارة. (2) وسائل تحويل هذا التغيير إلى قيمة عددية (مثل المقياس المرئي المحدد على مقياس الحرارة الزئبقي الموجود في الزجاج أو القراءة الرقمية على نموذج الأشعة تحت الحمراء).

## أنواعه

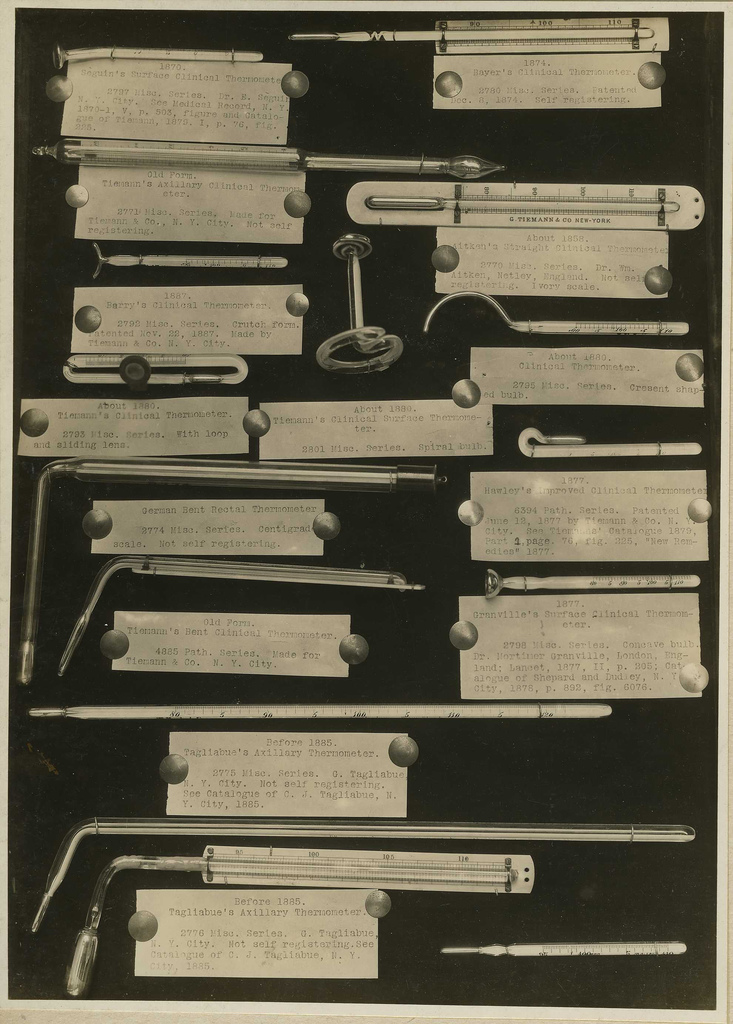
صور مختلف لمقايس الحرارة في القرن التاسع عشر.

هناك عدة أنواع من مقاييس الحرارة نذكر الأساسية منها:
1. المقاييس ثنائية الفلز
2. المقاييس الكهربائية
3. المقاييس الرقمية
4. المقاييس أحادية الاستعمال
5. مقاييس البلور السائِل

### ميزان الحرارة المعكوس

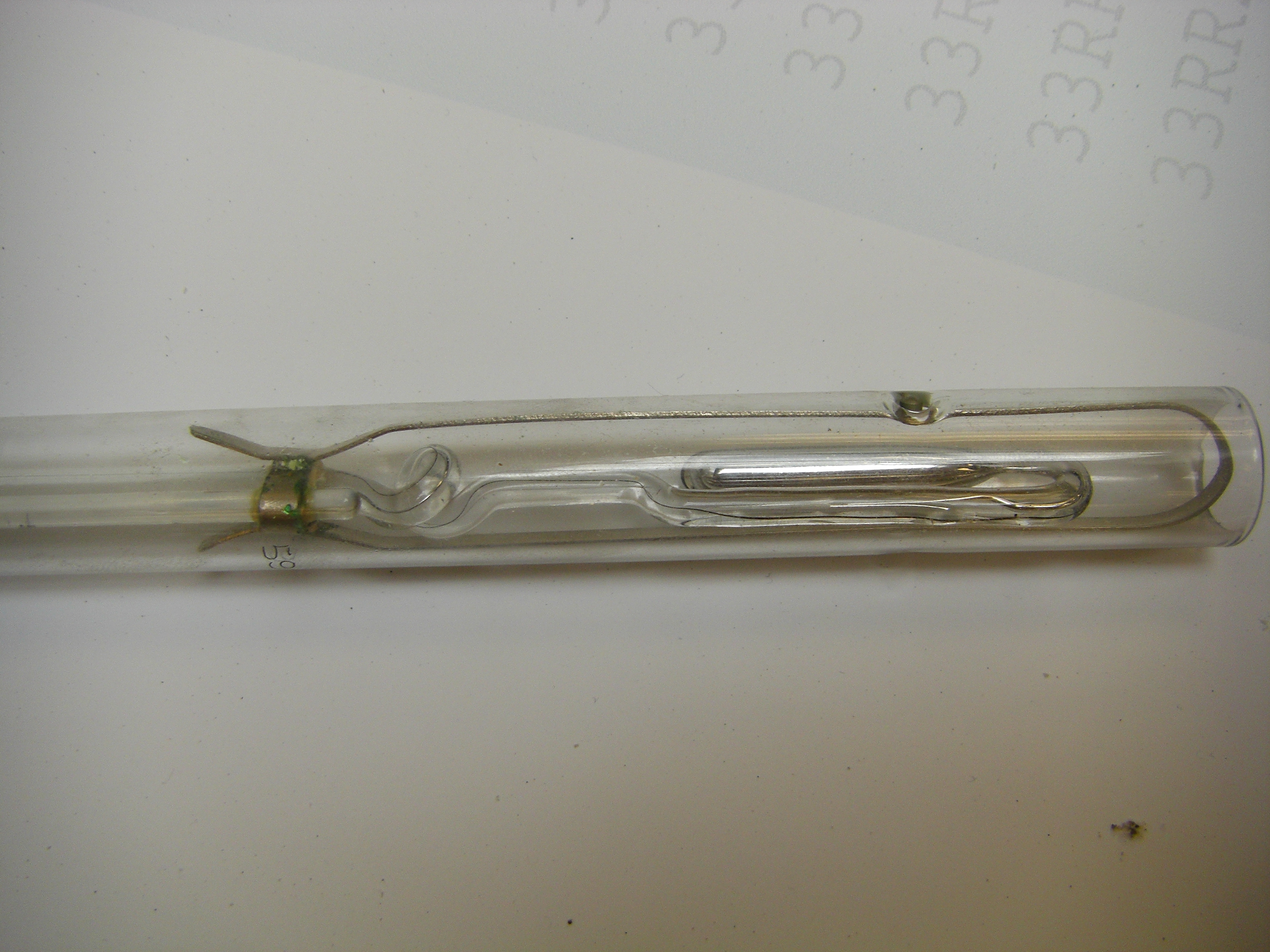
ميزان حرارة معكوس

ميزان الحرارة المعكوس هو ميزان حرارة زئبقي يستعمل لقياس درحة حرارة أعماق الماءالجهاز اُستخدم من قبل العلماء من عام 1900 حتى 1970.

## مقاييس جديدة لدرجة الحرارة

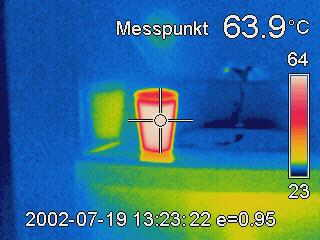
التصوير بالكاميرات الحرارية

توجد طريقة جديدة لقياس درجة حرارة الاجسام تعتمد على تأثر بعض المواد الكيميائية بالحرارة وتغير لونها. وقد طبقت تلك الظاهرة في الكاميرات الحرارية التي تلتقط صورا تشبه الصور الفوتغرافية مع الفارق فبدلا من أن تري اختلافات الضوء والظل فهذه الكاميرات تري الأشياء طبقا لدرجة حرارتها وتعطي صورة ملونة لها بحيث يعطينا كل لون درجة حرارة معينة. وتستخدم آلات التصوير هذه مثلا لمعرفة أماكن تسرب الحرارة من المباني. ففي البلاد الباردة تعتمد درجة حرارة في البيوت على التدفئة، إما التدفئة المركزية أو بتسخين الدفايات. وتستهلك هذه الكثير من الوقود كلما كان تسرب الحرارة إلى الخارج كبيرا. ولمعرفة الحوائط والجدران التي تتسرب منها الحرارة، تلتقط آلات التصوير الحرارية الصور الملونة طبقا لدرجات الحرارة، وعن طريقها يمكن وضع خطة لعزل تلك الحوائط المسربة للحرارة، وذلك بتغطيتها بطبقة عازلة من الخارج.
كما يمكن بواسطتها البحث عن المفقودين من الأطفال إذا ما تاه أحد الأطفال في منطقة نائية. أو في حالة هروب أحد المساجين ولجوئه إل غابة قريبة. تقوم المروحيات بتصوير المنطقة بآلات التصوير الحرارية، وهي تستبين الأشخاص وتميزهم عما يحيط بهم من أشجار أو مباني بكشفها لحرارة أجسامهم البالغة 37 درجة مئوية.

## التسمية
ملاحظة 1 مرادفات:  ميزان الحرارة أو المِحْرَار أو المِحَرّ